# Kobylí
Kobylí (německy Kobyly, Kobylly) je obec v okrese Břeclav v Jihomoravském kraji. Leží devatenáct kilometrů severně od Břeclavi na potoce Trkmance. Žije zde přibližně 2 000 obyvatel. Jedná se o vinařskou obec ve Velkopavlovické vinařské podoblasti (viniční tratě: Lumperky, Zámlynský, Lácary, Sovinky, Dvořanky, Holý kopec, U skalky, Nivky, Padělky, Rokytí, K lůkám, Žleby, Zahrady). Obec je součástí Svazku obcí Modré Hory a Mikroregionu Hustopečsko.

## Název
Název se vyvíjel od varianty Cobile (1252), in Cobals (1269), v Kobylém (1434, 1481), Kobyli (1595, 1609), Kobyly (1633, 1673), Kobily (1718), Kobyly (1720, 1751), Kobili (1846), Kobyly a Kobylí (1872). Místní jméno je odvozeno od spojení kobylé či kobylí pole, což označovalo oboru na obci pro chov kobyl či plemenných klisen. Pojmenování je rodu středního.

## Historie
První písemná zmínka o vesnici pochází z roku 1269. K roku 1252 je zaznamenána podoba názvu Cobile.

## Přírodní poměry
Obec leží na severozápadním svahu Kobylího vrchu, patrně kvůli kopcovitému terénu byla původní zástavba poněkud roztroušená. Severovýchodně od Kobylí se v minulosti rozkládalo Kobylské jezero, poprvé připomínáno roku 1464. Měřilo na délku asi čtyři kilometry a na šířku dva kilometry. V létě roku 1830 však vyschlo, později roku 1836 byla jeho plocha vysušena a rozorána .

## Obyvatelstvo
Podle sčítání 1930 zde žilo v 527 domech 2208 obyvatel. 2205 obyvatel se hlásilo k československé národnosti a 3 k německé. Žilo zde 2163 římských katolíků, 28 evangelíků, 3 příslušníci Církve československé husitské a 8 židů.

### Struktura
Vývoj počtu obyvatel za celou obec i za jeho jednotlivé části uvádí tabulka níže, ve které se zobrazuje i příslušnost jednotlivých částí k obci či následné odtržení.
| Rok            | 1869  | 1880  | 1890  | 1900  | 1910  | 1921  | 1930  | 1950  | 1961  | 1970  | 1980  | 1991  | 2001  | 2011  | 2021  |
| -------------- | ----- | ----- | ----- | ----- | ----- | ----- | ----- | ----- | ----- | ----- | ----- | ----- | ----- | ----- | ----- |
| Počet obyvatel | 1 560 | 1 810 | 1 697 | 1 801 | 1 855 | 2 082 | 2 208 | 2 174 | 2 388 | 2 266 | 2 220 | 2 103 | 2 092 | 2 074 | 1 893 |
| Počet domů     | 338   | 366   | 376   | 391   | 404   | 417   | 527   | 598   | 618   | 610   | 624   | 712   | 731   | 758   | 759   |

## Obecní správa a politika
V letech 2010 až 2014 byla starostkou Dagmar Kovaříková (KDU-ČSL). Na ustavujícím zasedání zastupitelstva 6. listopadu 2014 byl do této funkce zvolen Jaroslav Tesák (Nezávislí). Po jeho odstoupení byl 2. října 2015 novým starostou zvolen Pavel Kotík.

### Obecní symboly
Znak a vlajka byly obci uděleny rozhodnutím předsedy Poslanecké sněmovny Parlamentu České republiky dne 22. listopadu 2001.

## Pamětihodnosti
- Kostel svatého Jiří s gotickým presbytářem z 15. století, jenž je pozůstatkem starého kostela, připomínaného již v roce 1269. Kostelní věž stojí samostatně u vchodu na hřbitov.[9]
- Kaple svatého Mikuláše, postavená údajně za vlády Marie Terezie[9]
- Křížákova lisovna, „Bezděkova“ lisovna
- Muzeum obce Kobylí
- Stezka nad vinohrady, rozhledna ve tvaru spirály vybudovaná v roce 2018 východně od obce
- vinné sklepy Suchořádská zmola

## Osobnosti
- Augusta Šebestová (1852–1933), kronikářka kraje, autorka knihy Lidské dokumenty a jiné národopisné poznámky

## Galerie

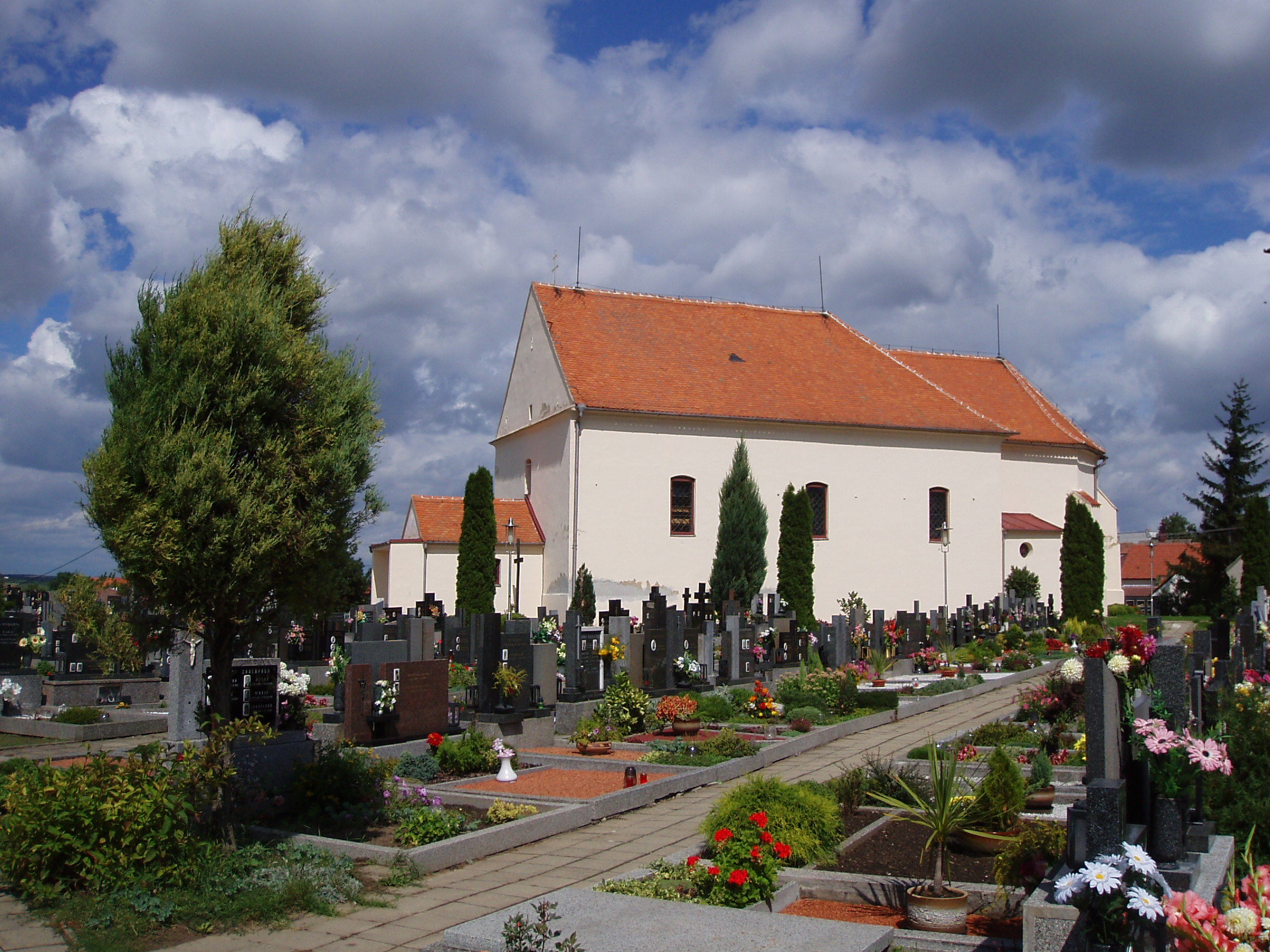
Kostel svatého Jiří
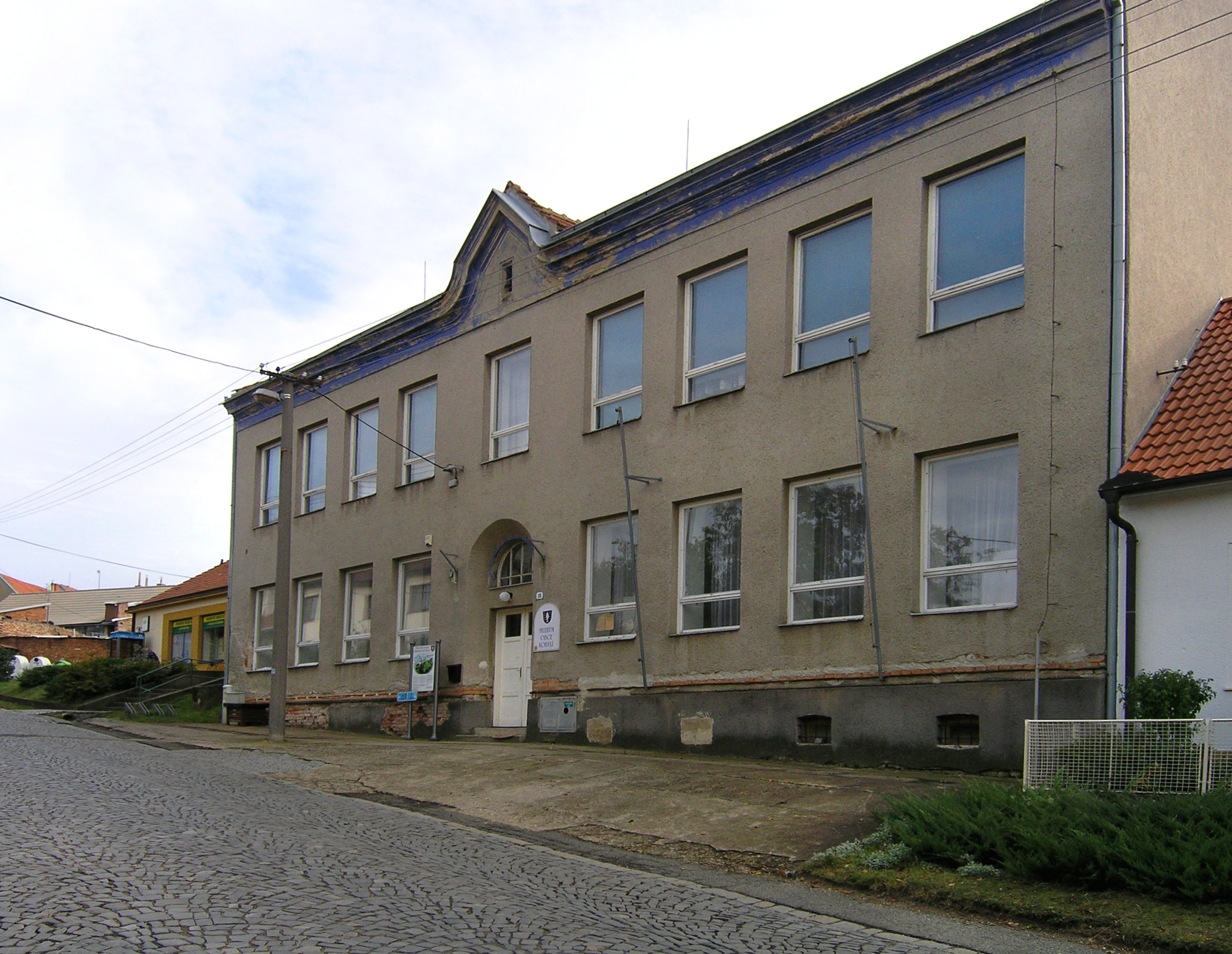
Místní muzeum v budově bývalé školy
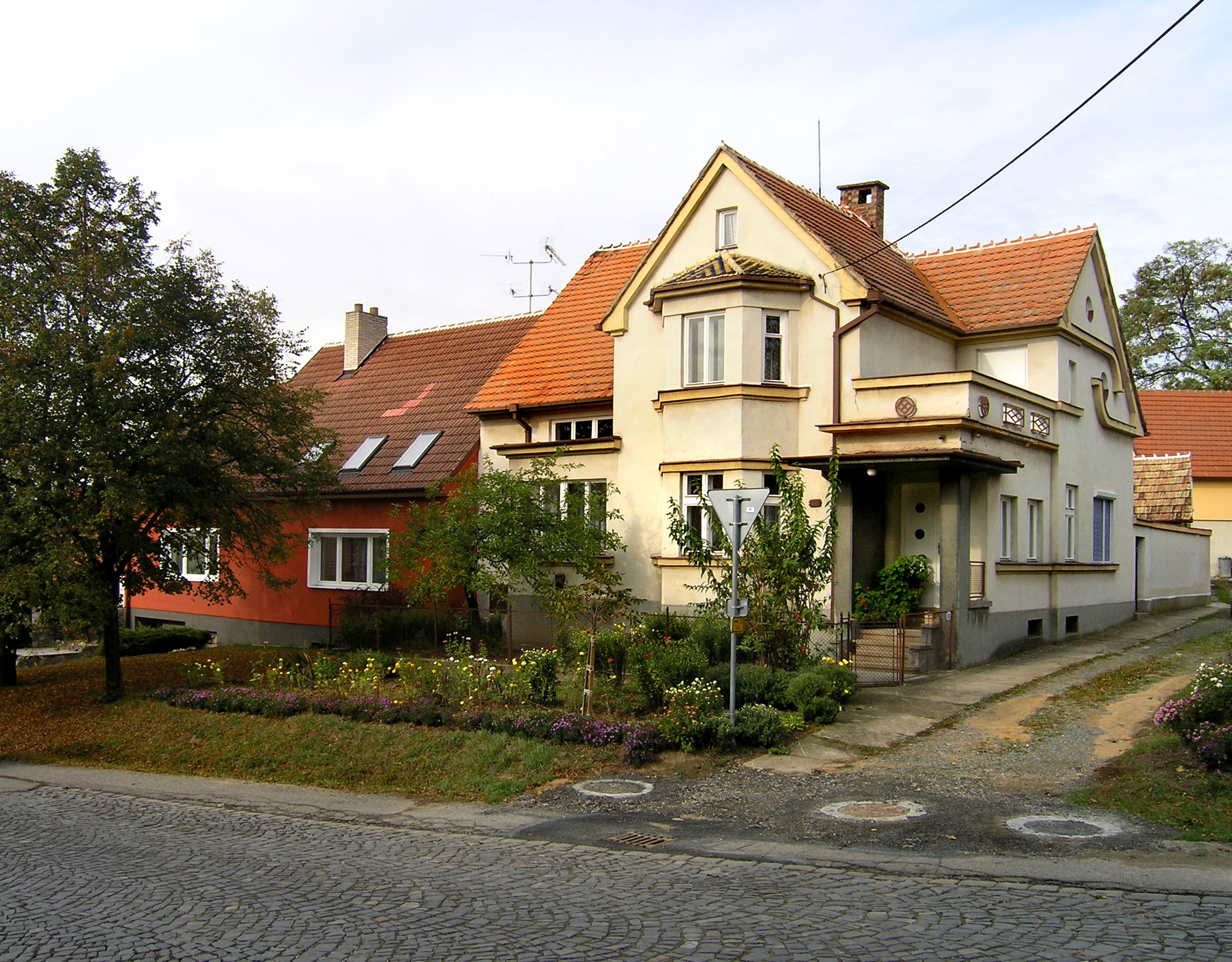
Městský domek u muzea
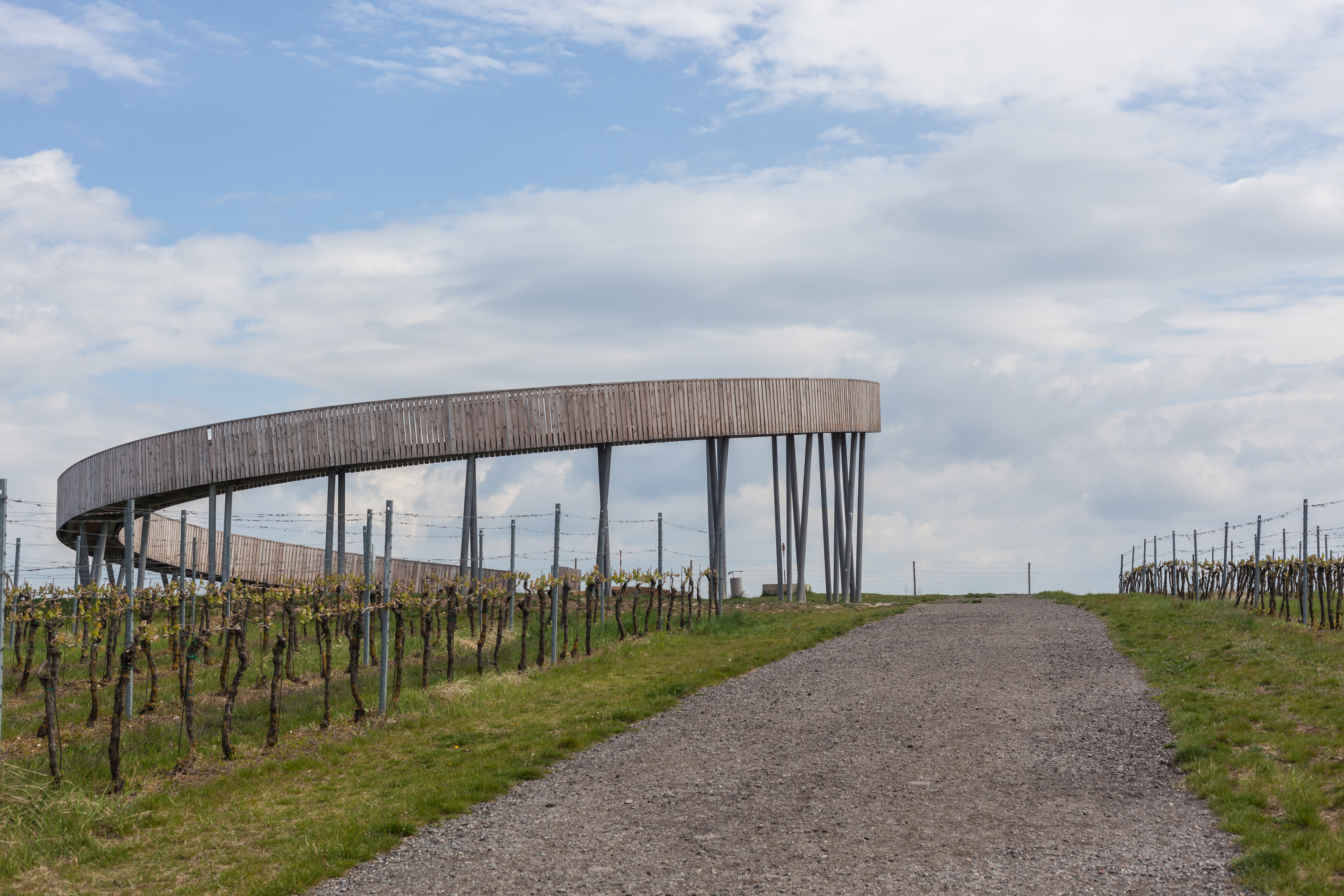
Rozhledna Stezka nad vinohrady na Kobylím vrchu
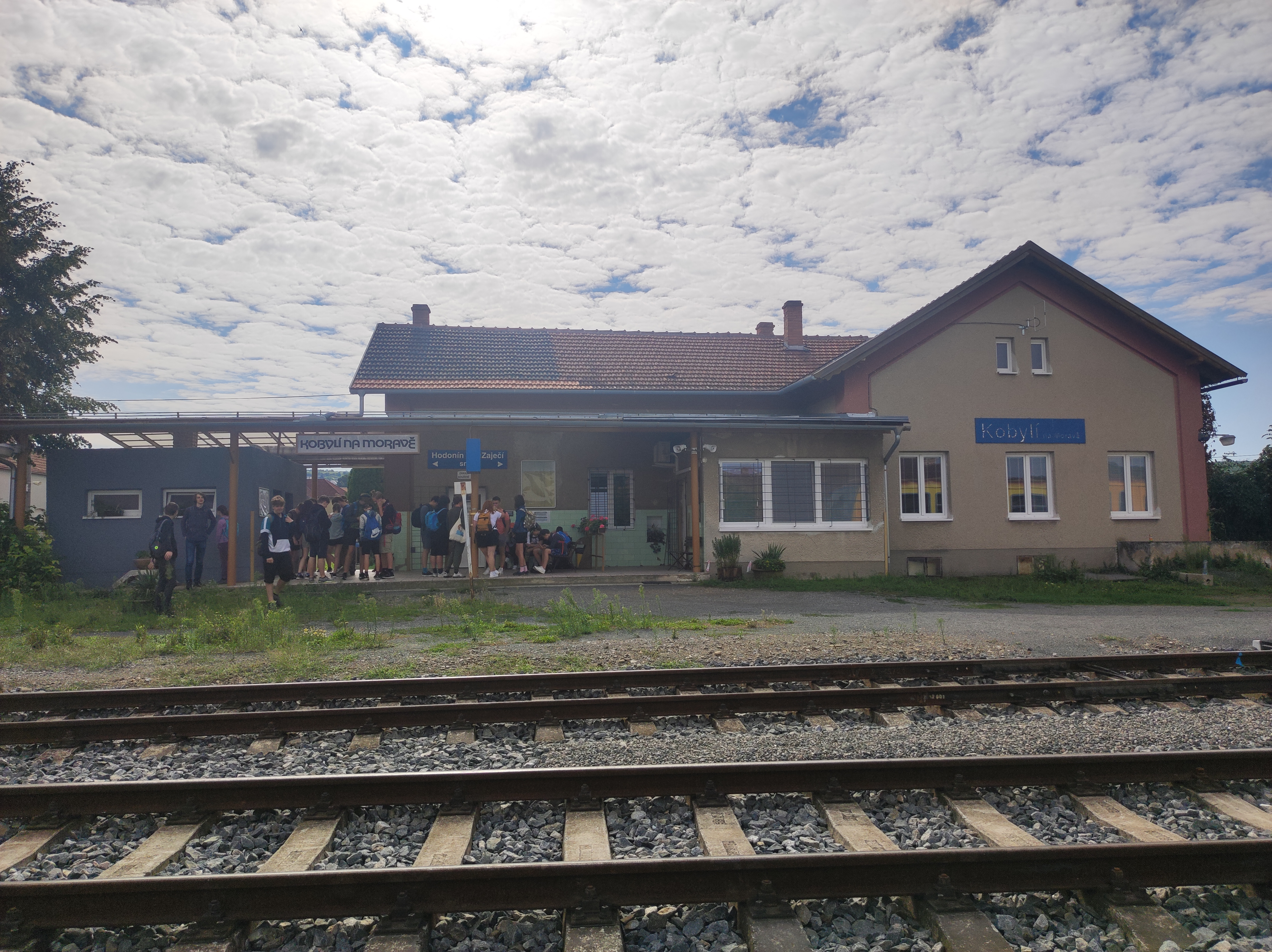
Železniční stanice (2023)